# Piekło Kobiet (zespół muzyczny)
Piekło Kobiet – radykalny anarchofeministyczny zespół crust punk z Łukowa.
Zespół istniał od około 1992/1993 do około 2002. Związany był z koedukacyjną anarchofeministyczną grupą Wiedźma. Jako jeden z pierwszych poruszał kwestie praw kobiet na polskiej scenie DIY punk, krytykując przy tym Kościół katolicki. Nazwa grupy, powstałej w okresie zmiany dopuszczalności przerywania ciąży w Polsce, nawiązuje do tytułu książki Piekło kobiet Tadeusza Żeleńskiego.
Przekaz zespołu był krytyczny wobec kapitalizmu, potępiając działalność takich koncernów jak Shell czy Bayer. Opowiadał się za wegetarianizmem, a nawet weganizmem. W warstwie muzycznej jeden z najostrzej grających zespołów tego nurtu na polskiej scenie ówczesnego okresu z bardzo szybkimi przyspieszeniami i partiami nawiązującymi nawet do grind core noise.
Wywiady z zespołem ukazywały się głównie w prasie niszowej, np. zinach Kultura Nędzy oraz Inny Świat.
Na przełomie 1994/1995 w skład zespołu wchodzili: Elwira „Elvisa” Chruściel (wokal), Radek „Dżinser” Żądełka (perkusja), Maciek (gitara). Skład w 1997: Kaśka (bas), Dżinser (perkusja), Maciek (gitara), Elvisa (wokal).

## Dyskografia
- Moralna inwigilacja (kaseta, wydanie własne, 1996)
- Pro-life jest ofiarą na ołtarzu wojny (7', Tutajteraz Records, 1997)
- Wyzwolenie kobiet wyzwoleniem mężczyzn (10', Malarie Records, 1998)
- Niechciana ciąża (12', Dwie Strony Medalu, Małe Co Nieco, 1999)
- Wiara w Jezusa jest jak penis nabrzmiały od krwi – on rośnie w siłę na widok nadużytych ciał… (split 7', wydanie własne, 2000)

Źródło.